# Aphanotrechus virginicus
Aphanotrechus virginicus är en skalbaggsart som beskrevs av Barr. Aphanotrechus virginicus ingår i släktet Aphanotrechus och familjen jordlöpare. Inga underarter finns listade i Catalogue of Life.